# ونس کالویگ
ونس کالویگ (انگلیسی: Vance Colvig؛ ‏ ۹ مارس ۱۹۱۸ – ۳ مارس ۱۹۹۱) بازیگر، آهنگساز و صداپیشه اهل ایالات متحده آمریکا بود.
از فیلم‌ها یا برنامه‌های تلویزیونی که وی در آن نقش داشته است، می‌توان به بسامد فرابالا، پسران همسایه و یوگی و دوستان اشاره کرد.